# Rayman Raving Rabbids 2
Rayman Raving Rabbids 2 è un videogioco della Ubisoft.
Come nel primo capitolo il gioco è diviso in minigiochi. Rispetto a Rayman Raving Rabbids il gioco è uscito solamente per Wii, Nintendo DS e Windows.

## Trama
I pazzi conigli Rabbids dopo aver conquistato il pianeta di Rayman, a seguito degli eventi di Rayman Raving Rabbids, vogliono ispezionare la Terra per poi adottarne gli usi e costumi e conquistarla.
I telegiornali, vedendo le navicelle dei Rabbids, credono che sia un evento eccezionale, ma non è così. I conigli occupano un centro commerciale rendendolo la loro "base segreta". Rayman vestito da coniglio si infiltra nella base Rabbids per impedire la conquista della Terra.

## Modalità di gioco
- Viaggio: il giocatore creerà un viaggio, da solo o in multiplayer in più di 50 giochi in Nord America, Sud America, Asia, Europa e Tropici (per sbloccare i Tropici bisogna concludere tutti i minigiochi degli altri continenti).
- Allenamento: il giocatore avrà la possibilità di allenare i conigli o Rayman nei minigiochi sbloccati o di sbloccare i vestiti facendo più punti possibili.
- Crea viaggio: si creerà un tuo viaggio includendo tutti i giochi che si vuole.
- Piazza: include:
  - Personalizzazione del personaggio: i giocatori possono personalizzare il loro coniglio o Rayman con vestiti sbloccati.
  - Jubebox: bisogna far ballare i conigli con le canzoni originali sbloccate.
  - Poligono di tiro: qui si può sparare ai conigli con gli sturalavandini in location reali.
- Riconoscimenti: questa funzione visualizza i riconoscimenti del gioco.

## Parodie
Nel gioco tra i costumi dei conigli, vi sono i costumi di:
- Indiana Jones
- Superman
- Altaïr Ibn-La'Ahad
- Uomo Ragno
- Fonzie
- Call of Duty
- Ghost Recon
- Vito Corleone
- Grasso è bello
- Tartarughe Ninja
- Pirati dei Caraibi
- Terminator
- Jason Voorhees
- X-Men
- Transformers
- Power Rangers
- Naruto Uzumaki[4]
- Haze
- Freddie Mercury
- Ken Masters

## Canzoni
In Rayman Raving Rabbids 2 il personaggio può cantare o suonare (in uno stile simile a quello di Guitar Hero) canzoni come:
- Funky Town di Lipps Inc.
- Papa's Got a new bag di James Brown
- Satisfaction dei Rolling Stones
- Teenager in Love dei Dion & The Belmonts
- Smoke on the Water dei Deep Purple
- Celebration di Kool & the Gang

## Poligono di tiro
Nel poligono di tiro ci sono:
- Big City Fight: respingi a New York l'attacco dei conigli capitanati da Conigliator
- L'anno del coniglio: respingi l'attacco dei conigli capitanati dai "Conigli delle stelle" (Power Ranger)
- Paris, Mon Amour: respingi l'attacco dei conigli capitanati dal "Coniglio chef", che però nella parte finale scappa.
- Paris, Pour Tojours: sconfiggi il coniglio chef sempre a Parigi, ma stavolta nella parte periferica.
- Greatest Hits: respingi l'attacco dei conigli capitanati dal coniglio Transformers.